# Kalisz Pomorski (gromada)
Kalisz Pomorski – dawna gromada, czyli najmniejsza jednostka podziału terytorialnego Polskiej Rzeczypospolitej Ludowej w latach 1954–1972.
Gromady, z gromadzkimi radami narodowymi (GRN) jako organami władzy najniższego stopnia na wsi, funkcjonowały od reformy reorganizującej administrację wiejską przeprowadzonej jesienią 1954 do momentu ich zniesienia z dniem 1 stycznia 1973, tym samym wypierając organizację gminną w latach 1954–1972.
Gromadę Kalisz Pomorski z siedzibą GRN w mieście Kaliszu Pomorskim (nie wchodzącym w jej skład) utworzono – jako jedną z 8759 gromad na obszarze Polski – w powiecie drawskim w woj. koszalińskim na mocy uchwały nr 43/54 WRN w Koszalinie z dnia 5 października 1954. W skład jednostki weszły obszary dotychczasowych gromad Dębsko i Cybowo ze zniesionej gminy Kalisz Pomorski w tymże powiecie. Dla gromady ustalono 9 członków gromadzkiej rady narodowej.
1 stycznia 1958 do gromady Kalisz Pomorski włączono wieś Prostynia z gromady Pomierzyn w tymże powiecie; do gromady Kalisz Pomorski włączono natomiast obszar zniesionej gromady Stara Korytnica (oprócz wsi Łowicz Wałecki i Nowa Studnica) tamże.
31 grudnia 1959 do gromady Kalisz Pomorski włączono wieś Suchowo ze zniesionej gromady Pomierzyn w tymże powiecie.
31 grudnia 1961 do gromady Kalisz Pomorski włączono osadę Jaworze oraz byłe miejscowości Głębokie, Sicko, Poźrzadło, Poźrzadło-Dwór, Mielno Stargardzkie, Pełknica, Czartowo, Kienice, Radowo, Przęślica, Inica, Kosmowo, Włókno i Mirocin ze zniesionej gromady Mielenko Drawskie w tymże powiecie.
31 grudnia 1971 do gromady Kalisz Pomorski włączono obszar zniesionej gromady Poźrzadło Wielkie w tymże powiecie.
1 stycznia 1972 do gromady Kalisz Pomorski włączono grunty o powierzchni 2016 ha z miasta Kalisz Pomorski w tymże powiecie.
Gromada przetrwała do końca 1972 roku, czyli do kolejnej reformy gminnej. 1 stycznia 1973 w powiecie drawskim reaktywowano gminę Kalisz Pomorski.